# (2480) Papanov
(2480) Papanov ist ein Asteroid des Hauptgürtels, der am 16. Dezember 1976 von der russischen Astronomin Ljudmila Iwanowna Tschernych am Krim-Observatorium in Nautschnyj (IAU-Code 095) entdeckt wurde.
Der Asteroid wurde nach dem sowjetischen Kino- und Theaterschauspieler Anatoli Dmitrijewitsch Papanow (1922–1987) benannt.